# Carlos Pauner

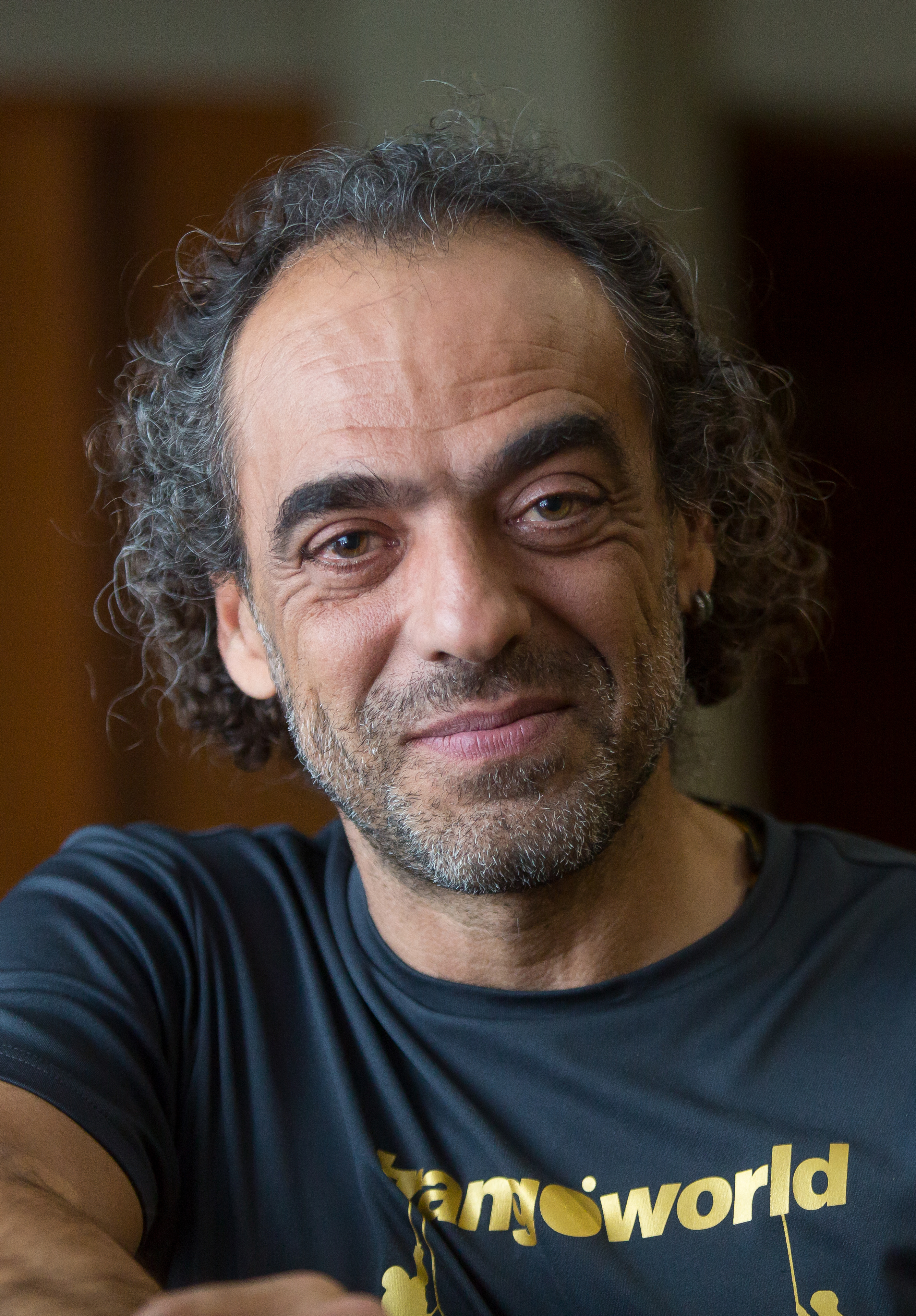
Carlos Pauner, 2020

Carlos Pauner Gotor (* 9. Juni 1964 in Jaca, Spanien) ist ein spanischer Bergsteiger. Er hat alle 14 Berge mit einer Höhe von über 8000 Metern bestiegen.

## Achttausender-Besteigungen
- 22. Juli 2001: K2[2]
- 16. Mai 2002: Makalu[3]
- 20. Mai 2003: Kangchendzönga[4]
- 25. Juli 2004: Hidden Peak[5]
- 28. September 2004: Cho Oyu[6]
- 20. Juli 2005: Nanga Parbat[7]
- 13. Juli 2007: Broad Peak[8]
- 1. Mai 2008: Dhaulagiri[3]
- 27. April 2010: Annapurna[9]
- 1. Oktober 2010: Manaslu[10]
- 21. Mai 2011: Lhotse[11][12]
- 22. Juli 2011: Gasherbrum II[13]
- 11. Mai 2012: Shishapangma[14]

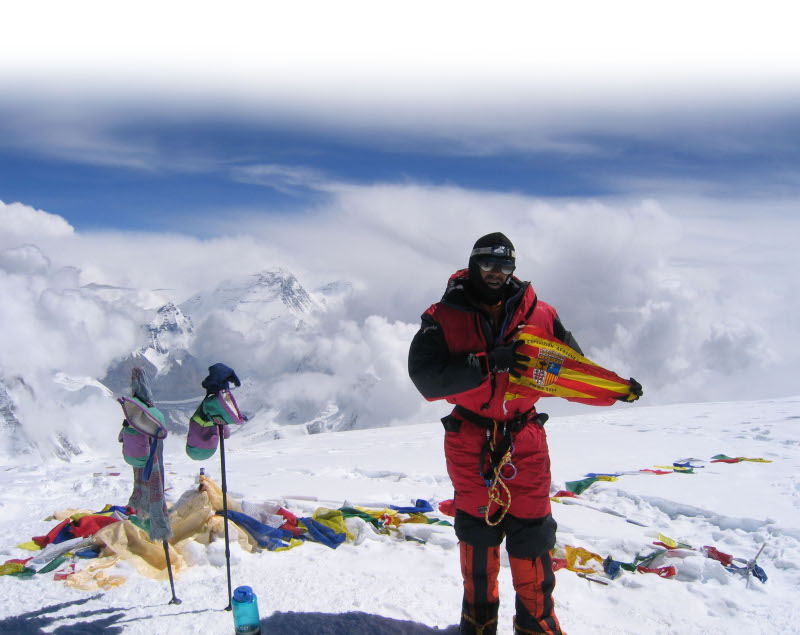
Pauner auf dem Gipfel des Cho Oyu

- 22. Mai 2013: Mount Everest[15] und damit Besteigung aller Achttausender